# Partit Socialista Hongarès
Partit Socialista Hongarès (hongarès Magyar Szocialista Párt, MSZP) és un partit polític d'Hongria, fundat el 1989 pels membres del sector renovador del Partit Socialista dels Treballadors Hongaresos, comunista, que va governar entre 1956 i 1989. És membre de la Internacional Socialista i del Partit Socialista Europeu.

## Programa
En qüestions econòmiques, els socialistes han estat partidaris d'una política més liberalista de lliure mercat que l'oposició conservadora, que ha tendit a afavorir més l'intervencionisme estatal en l'economia a través de preus econòmics i els reglaments, així com a través de la propietat estatal de les principals empreses econòmiques. El MSZP, en canvi, es va veure obligat a posar en marxa un fort paquet de reformes de mercat, austeritat i privatització en 1995-96, quan Hongria s'enfronta una crisi econòmica i financera. A més d'un enfocament més liberal a l'economia global, el MSZP també es diferencia de l'oposició conservadora per voler transformar la política social estatal en un conjunt de mesures que beneficien a tota la població, com les subvencions a disposició de tots els ciutadans, basada en necessitats financeres i socials.
En termes polítics, el MSZP es diferencia dels seus oponents conservadors, principalment en el seu rebuig del nacionalisme. El partit, juntament amb el seu soci de la coalició de govern, van fer campanya en contra de l'ampliació de la ciutadania als hongaresos ètnics hongaresos que viuen en els països veïns en el referèndum del 5 de desembre de 2004.

## Resultats electorals

### Assemblea Nacional
| Any  | Líder                        | SMCs                                    | SMCs                                    | MMCs                                    | MMCs                                    | Escons    | +/– | Govern       |
| Any  | Líder                        | Vots                                    | %                                       | Vots                                    | %                                       | Escons    | +/– | Govern       |
| ---- | ---------------------------- | --------------------------------------- | --------------------------------------- | --------------------------------------- | --------------------------------------- | --------- | --- | ------------ |
| 1990 | Rezső Nyers                  | 504,995                                 | 10.18% (#4)                             | 534,897                                 | 10.89% (#4)                             | 33 / 386  | Nou | Oposició     |
| 1994 | Gyula Horn                   | 1,689,081                               | 31.27% (#1)                             | 1,781,867                               | 32.99% (#1)                             | 209 / 386 | 176 | Supermajoria |
| 1998 | Gyula Horn                   | 1,332,412                               | 29.82% (#1)                             | 1,446,138                               | 32.25% (#1)                             | 134 / 386 | 75  | Oposició     |
| 2002 | Péter Medgyessy              | 2,277,732                               | 40.50% (#1)                             | 2,361,983                               | 42.05% (#1)                             | 178 / 386 | 44  | Coalició     |
| 2006 | Ferenc Gyurcsány             | 2,175,312                               | 40.26% (#1)                             | 2,336,705                               | 43.21% (#1)                             | 190 / 386 | 12  | Coalició     |
| 2010 | Attila Mesterházy            | 1,088,374                               | 21.28% (#2)                             | 990,428                                 | 19.30% (#2)                             | 59 / 386  | 131 | Oposició     |
| Any  | Líder                        | Circumscripcions                        | Circumscripcions                        | Llista de partit                        | Llista de partit                        | Escons    | +/– | Govern       |
| Any  | Líder                        | Vots                                    | %                                       | Vots                                    | %                                       | Escons    | +/– | Govern       |
| 2014 | Attila Mesterházy            | Dins la coalició Unitat                 | Dins la coalició Unitat                 | Dins la coalició Unitat                 | Dins la coalició Unitat                 | 29 / 199  | 30  | Oposició     |
| 2018 | Gyula Molnár                 | Coalició amb Diàleg – Partit dels Verds | Coalició amb Diàleg – Partit dels Verds | Coalició amb Diàleg – Partit dels Verds | Coalició amb Diàleg – Partit dels Verds | 17 / 199  | 12  | Oposició     |
| 2022 | Bertalan Tóth Ágnes Kunhalmi | Dins la coalició Units per Hongria      | Dins la coalició Units per Hongria      | Dins la coalició Units per Hongria      | Dins la coalició Units per Hongria      | 10 / 199  | 7   | Oposició     |

### Parlament Europeu
| Any  | Vots                | %                   | Escons | +/- | Notes |
| ---- | ------------------- | ------------------- | ------ | --- | ----- |
| 2004 | 1,054,921           | 34.3% (2n)          | 9 / 24 |     |       |
| 2009 | 503,140             | 17.37% (2n)         | 4 / 22 | 5   |       |
| 2014 | 252,751             | 10.9% (3r)          | 2 / 21 | 2   |       |
| 2019 | Coalició amb Diàleg | Coalició amb Diàleg | 1 / 21 | 1   |       |
| 2024 | Coalició DK-MSZP-P  | Coalició DK-MSZP-P  | 0 / 21 | 1   |       |

## Presidents del partit

### Presidents (1989–2020)
| # | #  | Imatge | Nom                   | Inici                 | Final                  | Notes                   |
| - | -- | ------ | --------------------- | --------------------- | ---------------------- | ----------------------- |
|   | 1  |        | Rezső Nyers           | 9 d'octubre de 1989   | 27 de maig de 1990     |                         |
|   | 2  |        | Gyula Horn            | 27 de maig de 1990    | 5 de setembre de 1998  | Primer Ministre 1994–98 |
|   | 3  |        | László Kovács         | 5 de setembre de 1998 | 16 d'octubre de 2004   |                         |
|   | 4  |        | István Hiller         | 16 d'octubre de 2004  | 24 de febrer de 2007   |                         |
|   | 5  |        | Ferenc Gyurcsány      | 24 de febrer de 2007  | 5 d'abril de 2009      | Primer Ministre 2004–09 |
|   | 6  |        | Ildikó Lendvai        | 5 d'abril de 2009     | 10 de juliol de 2010   |                         |
|   | 7  |        | Attila Mesterházy     | 10 de juliol de 2010  | 29 de maig de 2014     |                         |
|   | –  |        | László Botka (interí) | 29 de maig de 2014    | 19 de juliol de 2014   |                         |
|   | 8  |        | József Tóbiás         | 19 de juliol de 2014  | 25 de juny de 2016     |                         |
|   | 9  |        | Gyula Molnár          | 25 de juny de 2016    | 17 de juny de 2018     |                         |
|   | 10 |        | Bertalan Tóth         | 17 de juny de 2018    | 19 de setembre de 2020 |                         |

### Co-líders (2020 – Present)
| # | #  | Imatge | Home          | Inici                  | Final                | Notice | Image | Dona           | Inici                  | Final        |
| - | -- | ------ | ------------- | ---------------------- | -------------------- | ------ | ----- | -------------- | ---------------------- | ------------ |
|   | 11 |        | Bertalan Tóth | 19 de setembre de 2020 | 22 d'octubre de 2022 |        |       | Ágnes Kunhalmi | 19 de setembre de 2020 | En el càrrec |
|   | 12 |        | Imre Komjáthi | 22 d'octubre de 2022   | En el càrrec         |        |       | Ágnes Kunhalmi | 19 de setembre de 2020 | En el càrrec |

## Galeria d'imatges

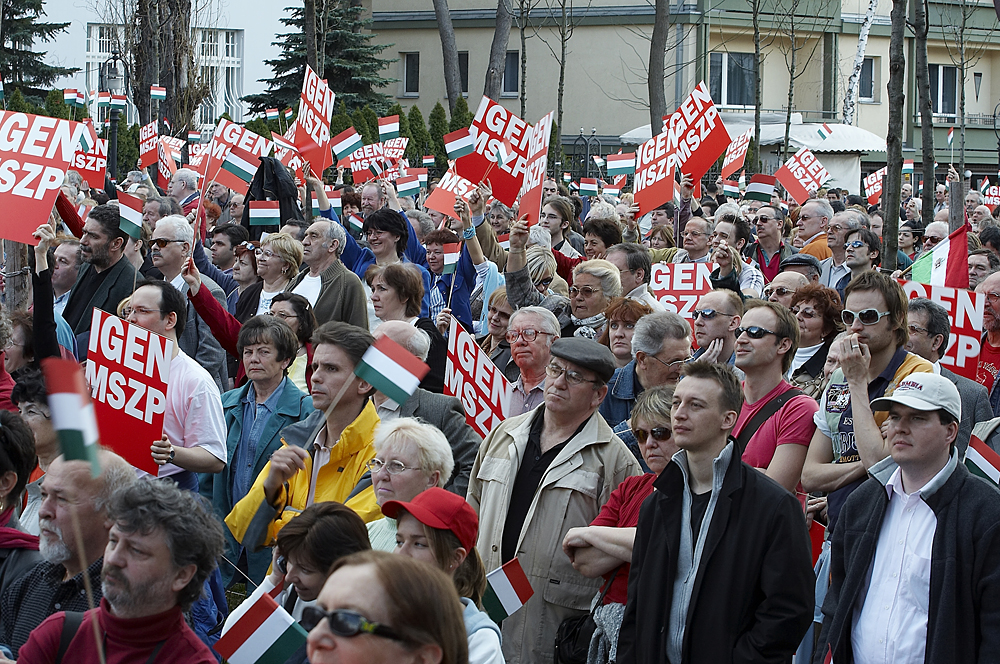
Míting del MSZP el 2006
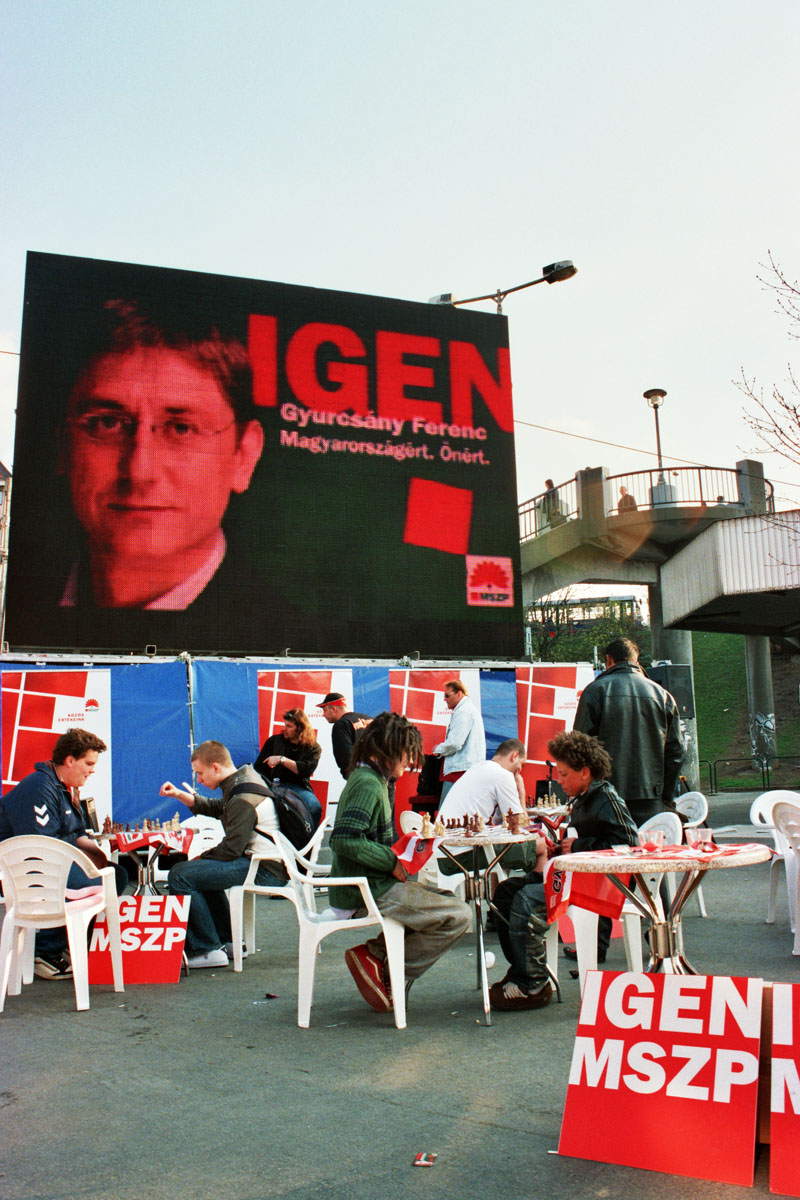
Míting del MSZP (2006)
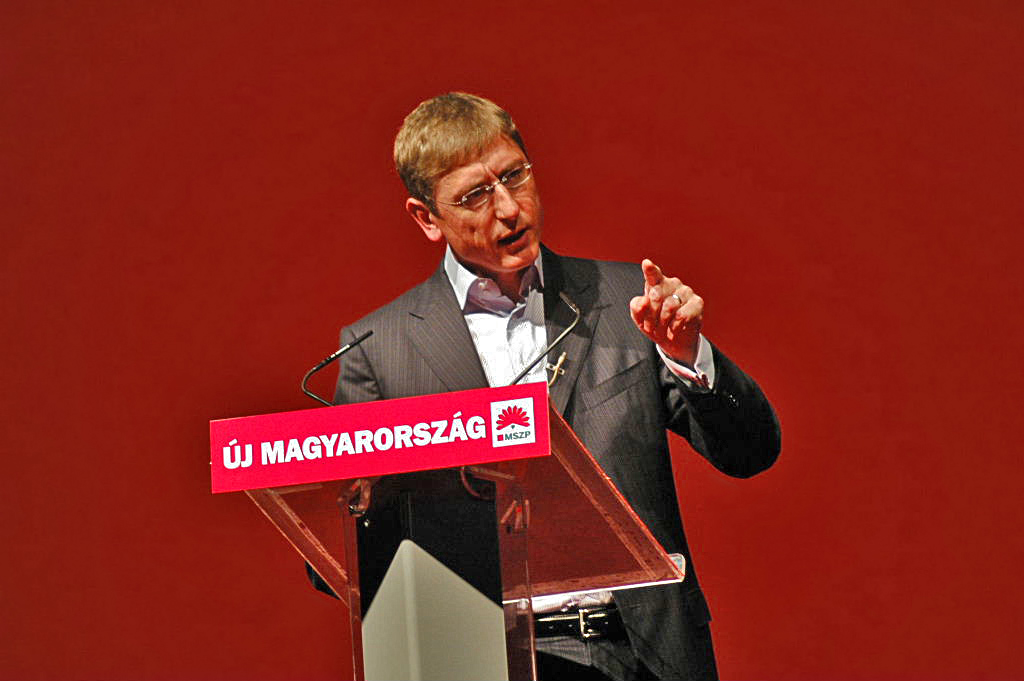
Discurs de Ferenc Gyurcsány